# Sherri Howard
Sherri Howard (Sherman, 1 juni 1962) is een atleet uit de Verenigde Staten van Amerika.
Howard liep op de Olympische Zomerspelen van Los Angeles met het Amerikaans estafette-team op de 4 × 400 meter estafette. Zij behaalden hier een gouden medaille.
Vier jaar later, op de Olympische Zomerspelen van Seoul, behaalde ze op de 4x400 meter estafette een zilveren medaille.
Haar zus Denean Howard-Hill liep beide malen ook mee in het Amerikaans estafette-team.
Na haar atletiekcarrière werd Sherri Howard actrice, en speelde ze in 2002 als Queen Isis in The Scorpion King.

## Privé
Sheri Howard is de zus van Denean Howard-Hill. Samen met nog twee andere zussen, Artra en Tina, liepen ze in 1979 high school record op de 4x440 yard estafette. Dit record kreeg nationale bekendheid, en bleef ook lange tijd staan.